# 스포츠의 날 (대한민국)
스포츠의 날은 매년 10월 15일로서, 국민의 건강과 행복한 삶을 위한 각종 스포츠 행사 및 대회 개최와 더불어 올림픽의 이상을 실현하기 위하여, 또한 국민의 스포츠 의식을 북돋우고 스포츠를 보급하기 위하여 지정한 대한민국의 기념일이다.

## 연혁
- 1973년 3월 30일에 「각종 기념일 등에 관한 규정」 (대통령령 제6615호) 제2조 제1항에서 '체육의 날'로 제정
- 2007년 4월 11일에 「국민체육진흥법」 (법률 제8344호) 제7조에서 '체육의 날'로 지정
- 2009년 10월 1일에 「국민체육진흥법 시행령」 (대통령령 제21760호) 제5조에서 '체육의 날'로 지정
- 2021년 8월 10일에 「국민체육진흥법」 (법률 제18380호, 타법개정) 제7조 삭제
- 2021년 8월 10일에 「스포츠기본법」 (법률 제18380호) 이 제정되면서 '스포츠의 날'로 변경 (제27조 제1항)
- 2022년 2월 8일에 「국민체육진흥법 시행령」 (대통령령 제32399호, 타법개정) 제5조 삭제
- 2022년 2월 8일에 「스포츠기본법 시행령」 (대통령령 제32399호) 이 제정되면서 '스포츠의 날'로 변경 (제8조 제1항, 제2항, 제3항)
- 2023년 7월 10일에 「각종 기념일 등에 관한 규정」 (대통령령 제33620호) 제2조 제1항에서 '스포츠의 날'로 변경

## 소개
이 날은 학교마다 운동회 또는 체육대회, 그 밖에 체육행사 등을 실시하며, 직장에서도 실정에 맞도록 각종 체육활동을 실시한다. 또한 정부에서는 체육발전에 공로가 높은 사람들을 포상하기도 한다.

## 기타
- 금요일로 시작하는 윤년(예: 2016년, 2044년, 2072년 등)과 토요일로 시작하는 평년(예: 2011년, 2022년, 2033년, 2039년, 2050년, 2061년, 2067년, 2078년, 2089년, 2095년 등)일 경우에는 문화의 날과 겹친다.

## 같이 보기
- 스포츠의 날